# 1340

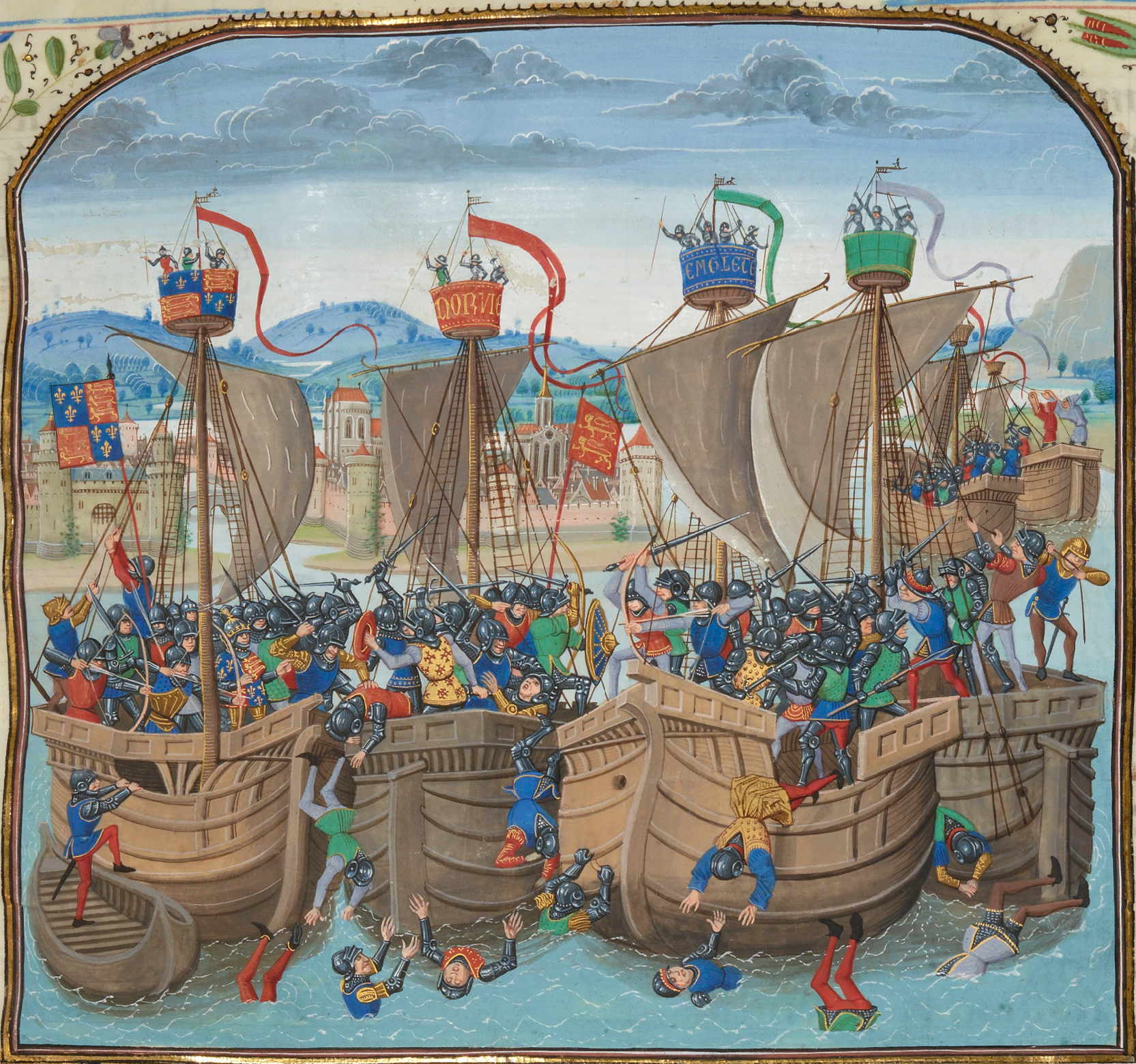
Slag bij Sluis

Het jaar 1340 is het 40e jaar in de 14e eeuw volgens de christelijke jaartelling.

## Gebeurtenissen
januari
- 26 - De Engelse koning Eduard III laat zich op de Vrijdagmarkt van Gent uitroepen tot koning van Frankrijk. Op die manier weet Jacob van Artevelde de Engelse wol terug naar Vlaanderen te brengen en het behoud van economische vrijheden en voorrechten te waarborgen.

juni
- 7 - Rotterdam krijgt (opnieuw) stadsrechten.
- 24 - Slag bij Sluis: koning Eduard III van Engeland brengt de Franse vloot tot zinken ter hoogte van de monding van het Zwin bij Sluis.
  - De Franse admiraals Hugues Quiéret en Nicolas Béhuchet worden onthoofd.

september
- 22 - Begin van het Beleg door Marokkaanse troepen van Tarifa in Andalusië, dit met medewerking van Yusuf I van Granada.

oktober
- 30 - Slag bij Salado: Alfons XI van Castilië, gesteund door Alfons IV van Portugal, verslaat een binnengevallen leger van de Meriniden onder Abu al-Hasan Ali gesteund door Yusuf I van Granada.

zonder datum
- Casimir III van Polen valt het verwoeste Roethenië binnen.
- oudst bekende vermelding: Ulicoten, Walsberg

## Kunst
- Ontstaan van de Anjou-Bijbel

## Opvolging
- Abbasiden (kalief van Caïro) - Al-Mustakfi I opgevolgd door Al-Wathiq I
- Denemarken - Waldemar IV na een interregnum
- Moskou - Ivan I opgevolgd door zijn zoon Simeon
- Oranje - Raymond IV van Les Baux opgevolgd door Raymond V van Les Baux
- Trebizonde - Basileios Megas Komnenos opgevolgd door zijn echtgenote Irene Palaiologina

## Afbeeldingen

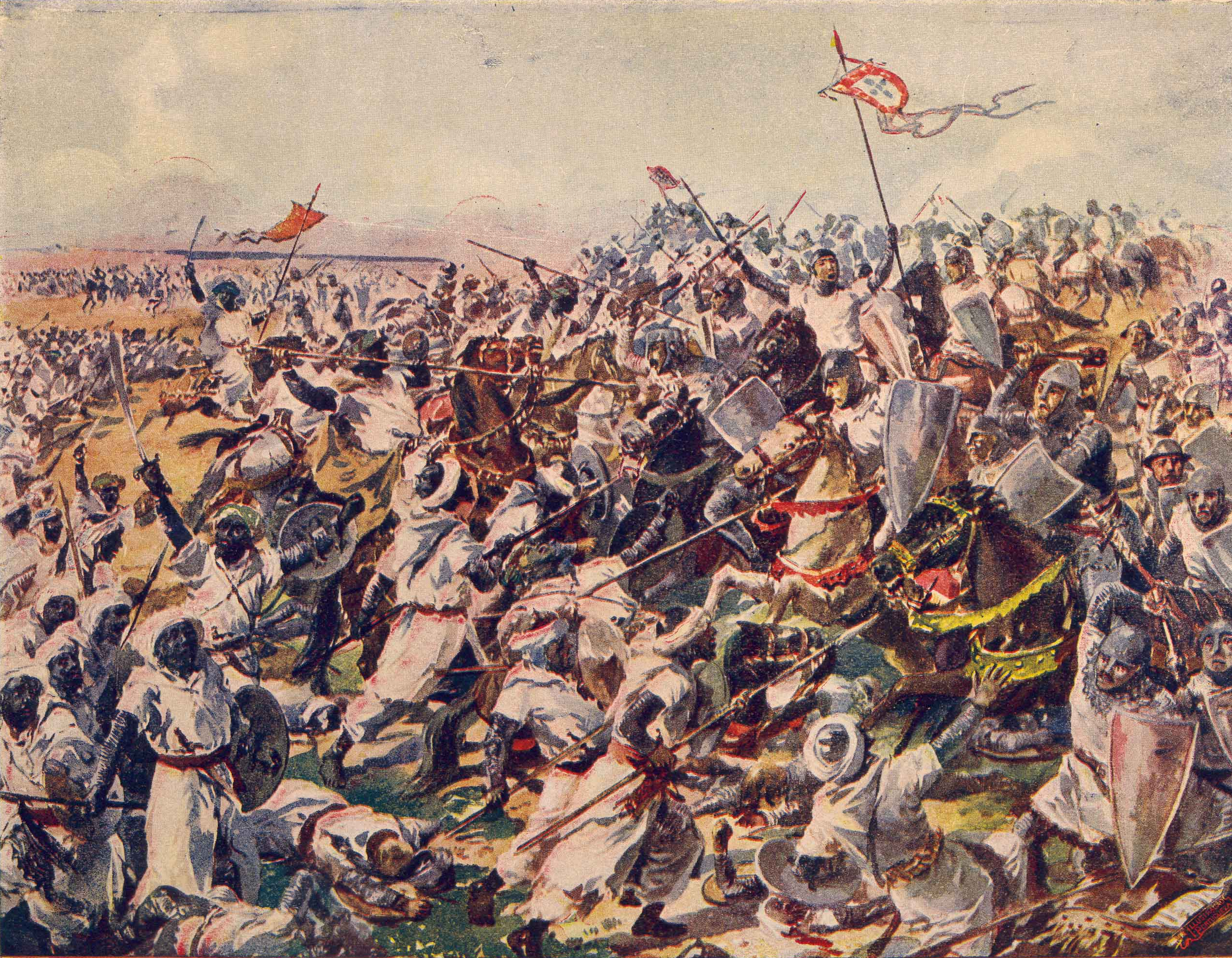
Slag bij Salado
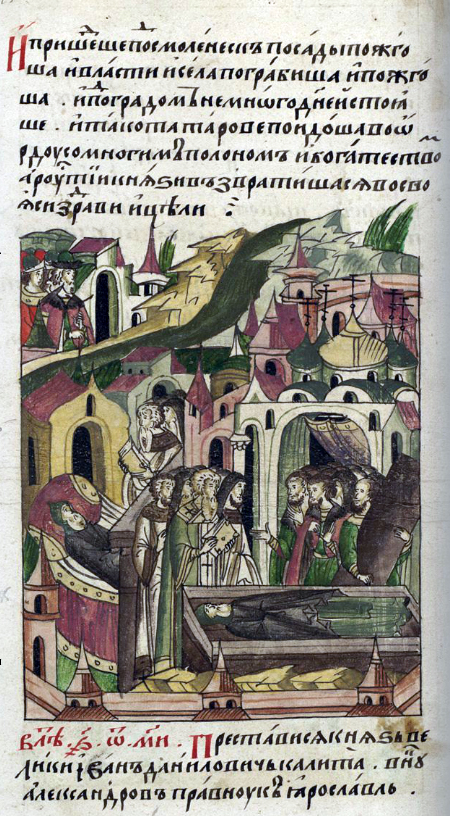
dood van Ivan I
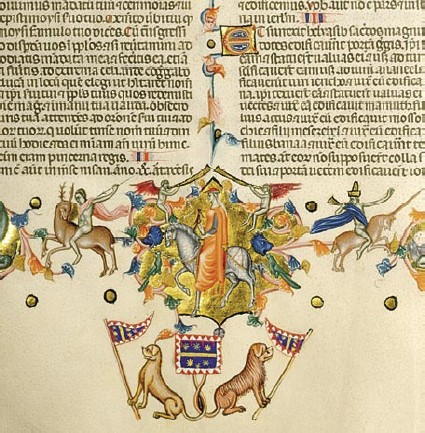
deel van een pagina uit de Anjou-Bijbel

## Geboren
- 24 juni - Jan van Gent, Engels prins en edelman
- 18 juli - Filips van Artevelde, Vlaams opstandelingenleider en staatsman
- oktober - Geert Grote, Nederlands theoloog
- 30 november - Jan van Berry, Frans prins en edelman|
- Jamyang Shakya Gyaltsen, vorst van Tibet (1364-1373)
- Rolpey Dorje, Tibetaans geestelijk leider
- Alexander V, tegenpaus (1409-1410) (jaartal bij benadering)
- Brunstijn van Herwijnen, Zeeuws edelman (jaartal bij benadering)
- Engelram VII van Coucy, Frans-Engels edelman (jaartal bij benadering)
- Haakon VI, koning van Noorwegen (1343-1380) (jaartal bij benadering)
- Herman II Hoen, Limburgs edelman (jaartal bij benadering)
- Johan II van Wittem, Brabants edelman (jaartal bij benadering)
- Robert III, koning van Schotland (1390-1406) (jaartal bij benadering)
- Rupert van Nassau-Sonnenberg, graaf van Nassau-Sonnenberg (jaartal bij benadering)

## Overleden
- 31 maart - Ivan I (~51), vorst van Moskou (1325-1340) en grootvorst van Vladimir (1328-1340)
- 1 april - Gerard II van Holstein (~47), Duits edelman
- 1 juni - Jan van Diest, bisschop van Utrecht (1322-1340)
- 24 juni - Nicolas Béhuchet, Frans legerleider
- 24 juni - Hugues Quiéret, Frans bestuurder en legerleider
- 20 december - Johan I (11), hertog van Neder-Beieren
- Manfred IV, markgraaf van Saluzzo (1296-1334)